# Basofiele granulocyt

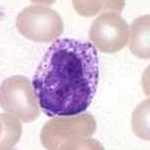
Basofiele granulocyt

Basofiele granulocyten behoren tot de groep van granulocyten. Een granulocyt is een witte bloedcel met granules in het cytoplasma. In deze granules kunnen verschillende stoffen zijn opgeslagen. De granulocyten zijn verder te onderscheiden in neutrofiele, basofiele en eosinofiele granulocyten, waarvan de basofielen het minst voorkomend zijn. Namelijk minder dan 1% van de witte bloedcellen bestaan uit basofielen. Een basofiel heeft een S-vormige kern en wordt gekenmerkt door een grote hoeveelheid granules in het cytoplasma. Verder heeft de basofiel verscheidene IgE-receptoren op de membraan. Aan deze receptoren kunnen antigenen gebonden worden. Antigenen zijn lichaamsvreemde stoffen, zoals fragmenten van bacteriën, maar ook stuifmeelkorrels.

## Functie
In de granules van de basofiele granulocyt zijn histamine en andere mediatoren opgeslagen. Dit zijn stoffen die de ontstekingsreactie op gang kunnen brengen. In dat opzicht lijken ze erg op mastocyten of mestcellen, die eenzelfde functie hebben.
Basofielen duiken dus op in weefsels waar allergische reacties plaatsvinden en dragen vermoedelijk bij tot de ernst van deze reacties.
De stappen die plaatsvinden bij het op gang brengen van de ontstekingsreactie zijn:
- Antigenen binden aan de IgE-receptoren op de membraan. Het gevolg is dat de korrels hun inhoud buiten de cel (in de extracellulaire matrix) legen.
- De aanmaak van leukotriënen  wordt gestart.
- Het vrijgekomen histamine zorgt ervoor dat de bloedvaten verwijden en gaan lekken. Ook zorgt het ervoor dat gladde spiercellen in bijvoorbeeld de bronchiën gaan samentrekken.
- Leukotriënen hebben soortgelijke effecten, maar deze acties zijn langzamer en duren langer dan deze veroorzaakt door histamine. Ook zorgen leukotriënen ervoor dat andere witte bloedcellen naar de plaats van infectie migreren.

## Levensgevaarlijke allergische reactie
Bij sommige allergische personen kan een tweede blootstelling aan hetzelfde allergeen (een stof die een allergische reactie kan veroorzaken) resulteren in een heftige allergische reactie. Veel basofielen en mestcellen laten de inhoud van hun korrels vrijkomen, waardoor vele bloedvaten verwijden en gaan lekken, zodat het bloedvolume kleiner wordt. De persoon verkeert dan in een circulatoire shock. De gladde spiercellen van de bronchiën trekken ook samen, waardoor ernstige benauwdheid ontstaat. Deze extreme allergische reactie staat bekend als een anafylactische shock en kan de dood tot gevolg hebben.

## Overzichthematopoëtische stamcelrode beenmerg
| Hematopoëse            | Hematopoëse          | Hematopoëse            | Hematopoëse | Hematopoëse | Hematopoëse | Hematopoëse | Hematopoëse | Hematopoëse     | Hematopoëse    |
| ---------------------- | -------------------- | ---------------------- | ----------- | ----------- | ----------- | ----------- | ----------- | --------------- | -------------- |
| Leukopoëse             | Leukopoëse           | Leukopoëse             | Leukopoëse  | Leukopoëse  | Leukopoëse  | Leukopoëse  | Leukopoëse  | Erytropoëse     | Trombopoëse    |
| Myeloblast             | Myeloblast           | Myeloblast             | Monoblast   | Lymfoblast  | Lymfoblast  | Lymfoblast  |             | Pro-erytroblast | Megakaryoblast |
| Myeloblast             | Myeloblast           | Myeloblast             | Monoblast   | Lymfoblast  | Lymfoblast  | Lymfoblast  | Erytroblast |                 | Megakaryoblast |
| Myeloblast             | Myeloblast           | Myeloblast             | Monoblast   | Lymfoblast  | Lymfoblast  | Lymfoblast  | Normoblast  |                 | Megakaryoblast |
| Promyelocyt            | Promyelocyt          | Promyelocyt            | Monocyt     | Lymfocyt    | Lymfocyt    | Lymfocyt    | Reticulocyt | Megakaryocyt    |                |
| Neutrofiele granulocyt | Basofiele granulocyt | Eosinofiele granulocyt | Macrofaag   | B-cel       | T-cel       | NK-cel      | Mastocyt    | Erytrocyt       | Trombocyt      |